# Prothema leucaspis
Prothema leucaspis es una especie de escarabajo longicornio del género Prothema, tribu Prothemini, subfamilia Cerambycinae. Fue descrita científicamente por Chevrolat en 1863.

## Descripción
Mide 12 milímetros de longitud.

## Distribución
Se distribuye por Filipinas.